# Crystal River (Colorado)
Pour les articles homonymes, voir Crystal River.
La Crystal River est un affluent de la Roaring Fork River dans le Colorado, aux États-Unis.
La Crystal Mill se situe sur son cours.